# Sárvár

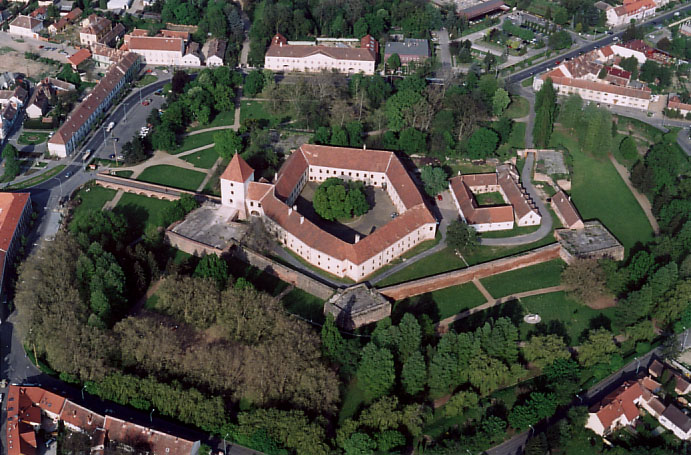
Schloss Nádasdy in Sárvár

Sárvár [ˈʃaːrvaːr] (deutsch: Kotenburg bzw. Rotenturm an der Raab; slowenisch Mala Sela) ist eine Stadt in Ungarn. Sie liegt zwischen Sopron (Ödenburg) und dem Plattensee im Komitat Vas. Die Stadt hat etwa 15.000 Einwohner und ist als Kreisstadt ein Verwaltungszentrum. 2016 wurde Sárvár der Ehrentitel „Reformationsstadt Europas“ durch die Gemeinschaft Evangelischer Kirchen in Europa verliehen.

## Geschichte
Die westungarische Stadt war im Spätmittelalter bedeutend. Sie weist eine der wenigen ungarischen Wasserburgen auf. Der Stadtname, der sich mit „Schlammburg“ übertragen ließe, könnte dafür sprechen, dass die Festungsanlage die Keimzelle der Stadt war und sich ursprünglich in einer Sumpf- und Moorlandschaft am Zusammenfluss der Güns und der Raab befand. Ebenso plausibel wäre allerdings die Übersetzung von Sárvár als „Lehmburg“. Der Typ der Lehmburg mit Palisaden auf einem Erdwall war zumindest im frühmittelalterlichen Königreich Ungarn gebräuchlich.
In der Renaissance war die Stadt das Zentrum der ungarischen Reformation und wurde daher auch das „ungarische Wittenberg“ genannt. Hier wurde die Grammatica Hungarolatina des Melanchthon-Schülers und Humanisten János Sylvester (Sárvár 1539), das erste gedruckte ungarischsprachige Buch, sowie seine ungarische Übersetzung des Neuen Testaments (Sárvár 1541) gedruckt. Zudem wirkte hier Mátyás Bíró Dévai, der bedeutendste ungarische Reformator und Verfasser des ersten ungarischen Katechismus (Sárvár 1538).

## Burganlage
Das kastellartige ehemalige Wasserschloss Nádasdy wurde in der Renaissance um 1560 anstelle einer älteren Anlage errichtet und später barock umgebaut. Zu Beginn des 17. Jahrhunderts lebte hier Elisabeth Báthory. Im Prunksaal der Anlage sind auf Bildern des Wiener Malers Hans Rudolf Müller von 1653 die siegreichen Schlachten ihres Gatten Ferenc Nádasdy, des „Schwarzen Ritters“, gegen die Türken dargestellt. Die letzten Besitzer der Burg waren die bayerischen Wittelsbacher.

## Kurort und Thermalbad
Sárvár liegt an der ungarischen Bäderstraße, die von Sopron über Bük nach Keszthely und Hévíz am Balaton führt. Die Stadt beherbergt heute ein Thermalbad. Bei Bohrungen im Jahr 1961 stieß man in einer Tiefe von 998 m auf alkaliwasserstoffkarbonhaltiges Thermalwasser, das mit einer Temperatur von 92 °C austritt. Das Wasser von Sárvár zeichnet sich durch einen sehr hohen Natriumchloridgehalt von 43 g/l aus. Außerdem sind noch Iod, Brom, Fluor und Borsäure enthalten. Anfang der 2000er Jahre wurde in unmittelbarer Nähe des alten Thermalbades eine neue Anlage gebaut. Die Stadt und das Thermalbad sind Ausflugsziel für Tagestouristen aus den benachbarten österreichischen Bundesländern und Wien. Außerdem entstanden neue Hotels. Das Thermalbad wurde mit EU-Geldern im Jahr 2010 auf internationales Niveau gebracht.

## Kultur und Sehenswürdigkeiten
Zu den Sehenswürdigkeiten der Stadt gehört neben der Burganlage das Arboretum, ein Park mit einem sehr alten Baumbestand, mit dessen Anlage im 16. Jahrhundert während der Regierungszeit Ferdinand I. von Habsburg (1503–1564) begonnen wurde. Dort wachsen neben einheimischen auch exotische Pflanzen wie japanische Akazien und Gleditschien. Einige der Eschen und Stieleichen sind 300 bis 400 Jahre alt.
Zu den jährlich wiederkehrende Kulturprogrammen der Stadt zählen in der ersten Septemberhälfte das „Internationale Husarentreffen“, die „Historien-Tage“ sowie Ende Oktober das Kürbisfestival.

## Sport
Wenige Kilometer außerhalb von Sárvár befindet sich in Ostffyasszonyfa der Pannonia-Ring, eine der bekanntesten Motorradrennstrecken Europas.

## Persönlichkeiten

### Söhne und Töchter der Stadt
- András Beythe (1564–1599), Botaniker
- Julie Salinger (1873–1947), Opernsängerin
- József Vass (1877–1930), christlicher Politiker
- László Kabos (1923–2004), Kabarettist und Schauspieler
- István Károly Horváth (1931–1966), Philologe, Lehrer und Übersetzer
- János Stekovics (* 1959), Redakteur, Fotoreporter, Verleger
- Gáspár Stekovics (* 1966), Maler
- Tamás Bognár (* 1978), Fußballschiedsrichter
- Kinga Tóth (* 1983), Schriftstellerin
- Zoltán Stieber (* 1988), Fußballspieler
- Júlia Farkas (* 2004), Handballspielerin

### Sonstige mit der Stadt verbundene Persönlichkeiten
- Mátyás Bíró Dévai, bedeutender ungarischer Reformator
- János Sylvester, Humanist, Bibelübersetzer
- Ludwig III., der letzte bayerische König, starb hier 1921 im Exil

## Städtepartnerschaften
- Seini, Rumänien
- Sonntagberg, Österreich
- Steinheim an der Murr, Deutschland, seit Mai 1990[4]
- Uherské Hradiště, Tschechien